# بنت فاورسکو وید
بنت فاورسکو وید (دانمارکی: Bent Faurschou Hviid؛ ‏ ۷ ژانویهٔ ۱۹۲۱ – ۱۸ اکتبر ۱۹۴۴) با نام مستعار و رمز فلامن (به معنی شعله) یک مبارز و از اعضای جنبش مقاومت دانمارکی‌ها در جنگ جهانی دوم بود.
هری ترومن به وی و هم‌رزمش یورن اوئن اشمیت پس از مرگشان، «نشان آزادی ایالات متحده آمریکا» را اهدا نمود.